# Maurepas, Somme

Maurepas este o comună în departamentul Somme, Franța. În 1 ianuarie 2022 avea o populație de 223 de locuitori.